# トロピカルビーチ (曲)
「トロピカルビーチ」は、スパークリング☆ポイントの4枚目のシングル。

## 収録曲
1. トロピカルビーチ
作詞:スパークリング☆ポイント　作曲：大野愛果　編曲：night clubbers
  - TBS系TV「ハナタカ天狗」6・7月度エンディングテーマ
2. HAPPY☆in my life
作詞:スパークリング☆ポイント　作曲：宇徳敬子　編曲：増崎孝司
3. Have a good time ! ～fresh smoothy vers.～
作詞:スパークリング☆ポイント　作曲：徳永暁人　編曲：Dreddy D
4. SOUTH POINT
作詞:スパークリング☆ポイント　作曲：川島だりあ　編曲：谷田部タケオ
5. トロピカルビーチ (Instrumental)